# TNX (タミヤ)
TNX（てぃーえぬえっくす、・タミヤ・ナイトロエックス-TAMIYA NITRO X）は、田宮模型（現・タミヤ）より発売中の1/8スケールのグローエンジンを動力とするラジコンビッグフット・モデル。発売は2004年。米国で行われているスタジアムスピードレース用のモンスタートラックをモチーフとしており、先代「テラクラッシャー」の弱点を改善しつつリファインし、よりハイスピードでの走行が可能となっている。組み立て済みフルセットでのリリースで、キット価格は￥69,800。
- 搭載されるエンジンは「FS-18SR」と呼ばれる小川精機(O.S.)とのタイアップにより開発された18クラスの（排気量約3cc）2サイクル方式グローエンジンで、先代モデルに比して高性能化が施されている。始動機構はエンジン後部に搭載されたスターターモーターを別電源により駆動させ始動する「タッチスターターシステム」を採用している。
- エンジン先代モデルはTOKI(現在は廃業)製だったものからOS性へと変更され、エンジンマウントはミニブロックサイズの18なら互換性がある。

スターターシステムも、他社性ロトスターターシステムや、田宮純正のスターター(これも実はTOKI製)を装着することで、実装が可能となる。
　　タミヤ純正のスターターシステムはTOKIの企画立案に伴うものであり、当時のTOKI社長によるものである。
- シャーシは先代モデルと共通のガラス繊維強化ポリアミド樹脂（PAGF)製フレーム＋ジュラルミン製フラットパン構造を採用する。サスペンション形式も勿論同一である。

- 各種オプション純正品としては、ボールジョイント式サスアーム、アルミ製オイルダンパー、アルミ製サスホルダー等が発売されたが、オプション供給がサードパーティに立ち遅れたことから、流通数は少なく、現状では殆ど入手できない。

- ギア標準のクラッチ・スパーギアは標準的なエンジンカーモデルと、ピッチが異なるが、TNX-5.2R用と換装することで、他社性のクラッチベル・クラッチシュー等、セッティング幅が格段に広がる。

- シャーシ中央部に搭載される2段変速の遠心カム式オートマチックトランスミッションはセンターデフが直結となり、先代モデルにおいて変速機トラブルの要因となっていたバックギア「FRAT」システムは廃された。これにより変速機、コントロール装置周辺が小型化され、大幅な軽量化、かつ低重心化を実現している。

- タイヤは直径148mm・幅86mmのラグパターンタイヤを装着する。幾分小ぶりになり悪路走破性はやや落ちるが、バネ下重量の低減と安定走行に貢献している。

- 米国コネチカット州にて行われたR/Cモンスタートラックレースにおいて1-2フィニッシュを達成したことから特別仕様モデル「プロライン・スペシャル」が2005年にリリースされた。これは完成済みキットに米国プロライン社製ボウタイ（ミニピンスパイク）タイヤ、金メッキホイール、アルミ製専用オイルダンパーが付属され、ユーザーが購入後標準パーツと組み換える形となっている。キット価格￥74,800。

## メカニズム
(太字はプロライン仕様)
- シャシ：2.5mm厚ジュラルミン製フラットデッキ/ガラス繊維強化ポリアミド樹脂製フレーム複合構造
- フロントサスペンション：ダブルウィッシュボーン独立懸架、オイルダンパーを一輪当たりツインで搭載 純正ダンパーそのものは、1/10を拡大設計しただけの代物で、オフロード走行に耐えうるキャパシティではなかった。  せいぜい、グラウンドかフラットなダートで使えるレベルでしかなかった。  後に、「ビッグボアダンパー」が発売され、ようやく、他のBigFootと対等になるに至る。
- リヤサスペンション：ダブルウィッシュボーン独立懸架、オイルダンパーを一輪当たりツインで搭載
- フロントタイヤ/ホイール：中空ラバー、ラグパターン/ミニピンスパイク、直径×幅148×86mm、1ピース一体成形ホイール/金メッキホイール 兎も角、「へっぽこ」の代表格みたいなタイヤであった。 ダートでは滑る、グラベルでは無駄に噛み付く、扱いにくいタイヤそのもので、当時のタミヤのスキルを如実に体現していた。
- リアタイヤ/ホイール：中空ラバー、ラグパターン/ミニピンスパイク、直径×幅148×86mm/1ピース一体成形ホイール/金メッキホイール
- 駆動方式：フルタイム、シャフト駆動4WD 全体の構成は良く出来ているが、ファイナルシャフトは「電動ラジコンメーカー」丸出しの体たらくだったことが、当時の「ビッグパワー」路線とは相容れない部分が感じられる。
- モーター：付属FS-18SR　2サイクルグローエンジンをシャーシ後方右側に搭載 純正モデルはOS製エンジンとToki製の混在があった。 何れもパフォーマンス的には互角であり、十分なパワーがあったが、当時メインラインであったHPIサベージの駆動力とは圧倒的な差が、更に拡販の妨げとなったのは否めない。
- デファレンシャルギア：前後とも3ベベルタイプ 他のエンジンモデルと強要部品であった為、オフロード走行では強度に難点があったが、ベベルのインナーではなくアウターギアの強度にその問題点の基本があった。　後に「ゼロベールギア」が発売され、それらの課題は改善されたものの、時すでに遅く、拡販には至らず。
- ボディ：ポリカーボネート製モノコック構造
- 乾燥重量：約4400g
- アンテナ：ポリ製パイプ1本
- 販売価格：69800円/74800円 パフォーマンス、装備面から言っても、「失策」であった。